# Burnside (Kentucky)
Burnside – miasto w Stanach Zjednoczonych, w stanie Kentucky, w hrabstwie Pulaski.
Jest jedną z kilku miejscowości, roszczących sobie prawo  do miana kolebki ruchu skautów w Stanach Zjednoczonych. W 1908 roku, dwa lata przed oficjalnym powstaniem Boy Scouts of America, mieszkanka Burnside, Myra Greeno Bass, zorganizowała lokalny oddział składający się z 15 chłopców. Korzystała przy tym z oficjalnych angielskich  materiałów skautów. W celu upamiętnienia tego wydarzenia na obrzeżach miasta postawiony został znak ogłaszających Burnside „Miejscem narodzin skautów w Ameryce”.